# Sluiskil

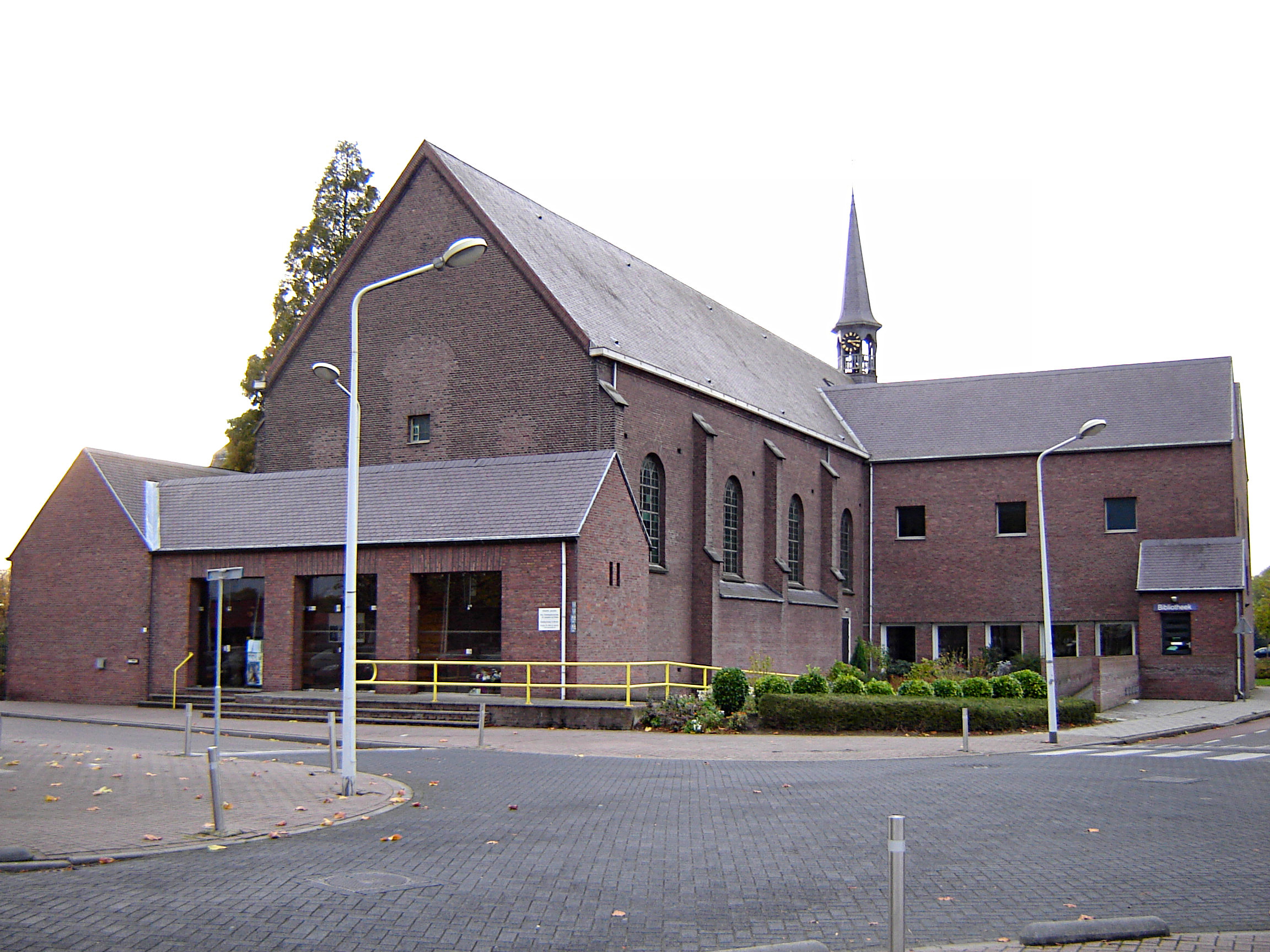
Heilige Antonius van Paduakerk

Sluiskil is een plaats in de gemeente Terneuzen, in de Nederlandse provincie Zeeland. Het dorp, in de regio Zeeuws-Vlaanderen, ligt aan het Kanaal Gent-Terneuzen en heeft 2.280 inwoners (2023).
Bij de grote verbreding van het Kanaal Gent-Terneuzen in het begin van de jaren zestig van de twintigste eeuw werd het hart uit het dorp gehaald ("in het kanaal gevallen", zoals de inwoners zeggen): ruim tweehonderd woningen, winkels, een kerk en een school moesten worden gesloopt.

## Geschiedenis
Sluiskil is sinds ten minste 1747 bewoond. In dat jaar werd "op de Sluijskille" genoemd als woonplaats bij een huwelijk in het nabijgelegen Hoek. Een dorp werd het pas omstreeks 1825, bij de aanleg van het Kanaal Gent-Terneuzen, tegenover de plaats waar Zijkanaal C in het kanaal uitkomt. Tegenover Sluiskil ontwikkelde zich industrie; een cokesfabriek (1911) en een kunstmestfabriek (1929).
In 1915 werd het katholieke Sint-Elisabeth Ziekenhuis te Sluiskil geopend. Dit heeft bestaan tot de jaren tachtig, toen het fuseerde met het van oorsprong protestantse ziekenhuis in Terneuzen. Het gebouw is inmiddels gesloopt en er is een doorlopende discussie over de bestemming van het vrijgekomen terrein.
Tijdens de Tweede Wereldoorlog heeft vooral de bebouwing en industrie aan de oostzijde van het kanaal door bombardementen veel geleden. In september 1944 liep de zogenaamde 'miljoenentrein' vast in het dorp. Deze trein bestond uit wagons met K-5 en K-12-kanonnen, verschillende wagons met militaire goederen en in Noord-Frankrijk geplunderde spullen. Toen de Duitsers het dorp verlieten omdat men de oprukkende geallieerde troepen verwachtte, roofde de verarmde bevolking van Sluiskil de trein leeg. Diezelfde dag kwamen Duitse troepen terug het dorp binnen en eisten de radiotoestellen en zenders van de bevolking op. Vervolgens bliezen de Duitsers de trein op. Twee weken later was de bevrijding.
Koningin Wilhelmina zette in Eede, Zeeuws-Vlaanderen, op 12 maart 1945 voor het eerst sinds het uitbreken van de oorlog voet op Nederlandse bodem. Van daaruit bezocht ze verschillende plaatsen in West-Zeeuws-Vlaanderen om uiteindelijk in Sluiskil te overnachten. Ze verbleef daar in het hoofdkwartier van de Nederlandse marine, het Casino van de kunstmestfabriek NSM.

## Economie
Sluiskil heeft een haven en kunstmestindustrie. De ACZC, de eerste cokesfabriek van Nederland, opgericht in 1911, is per 1 januari 2000 gesloten; de laatste werkdag was op 31 juli 1999.
Op dit terrein is nu het bedrijf Heros gevestigd, deze verwerkt verbrandingsassen van huisvuilverbrandingsinstallaties. Op hetzelfde terrein is het bedrijf Neste gevestigd, een biodiesel-fabriek.
In 1929 werd in Sluiskil een start gemaakt met de productie van kunstmest. De fabriek ligt direct aan de overzijde van het kanaal ten oosten van Sluiskil. In 1979 werd de fabriek, bekend onder de naam Nederlandse Stikstof Maatschappij (NSM), overgenomen door Norsk Hydro. Na de afsplitsing van de kunstmestactiviteiten in 2004, maakt het nu deel uit van Yara International ASA. Op het terrein van Yara Sluiskil staan, onder andere, drie ammoniak-, twee salpeterzuur-, drie ureumfabrieken en twee nitraatgranulatie-eenheden. Ongeveer 70% van de ammoniakproductie wordt verwerkt tot kunstmesteindproducten; de rest wordt door andere Yara vestigingen gebruikt of verkocht aan derden. De vestiging in Sluiskil behoort tot de grootste van Yara binnen Europa en de productie bedraagt ruim 3,5 miljoen ton op jaarbasis. Het bedrijf ligt langs het Kanaal Gent-Terneuzen met een goede verbinding naar de Noordzee en het Europese kanalennetwerk. Schepen tot 50.000 ton kunnen afmeren aan de kade van de fabriek.
Door Zijkanaal B en Zijkanaal D wordt een industrieschiereiland gevormd waarop zich onder meer de scheepswerf "De Schroef" bevindt, een asfaltcentrale en enkele handelsbedrijven (zand en grind; graan). Hier tegenover, in het gebied Sluiskil-Oost, liggen de Autrichehaven en de Axelse Vlakte, met diverse overslagbedrijven en metaalbedrijf Outokumpu.
Het kanaaleiland heeft geen adres onder Sluiskil, maar onder het naastgelegen Sas van Gent.
Sluiskil ligt in een zeekleilandschap op ongeveer 1,5 meter boven NAP. De omgeving van Sluiskil wordt sterk gedomineerd door een havengebied met grootschalige industrie, dat verbonden is met het Kanaal Gent-Terneuzen
In Sluiskil-Oost is de bodem zeer zwaar vervuild door industrie.

## Verkeer en vervoer
Sluiskil is te bereiken via de autowegen: N253, N252, N62 en N61.
De Rijksweg 61 en de goederenspoorlijn Gent - Terneuzen kruisen bij Sluiskil het Kanaal Gent-Terneuzen met een draaibrug. Doordat het kanaal druk bevaren wordt, is deze brug vaak open. Sinds de opening van de Westerscheldetunnel is het verkeer over deze brug toegenomen. Daarom is de Sluiskiltunnel aangelegd zodat de files voor de draaibrug verleden tijd zijn. Er voer tot december 2023 een veerpont, een voormalige Rijkspont. . Deze werd door vrijwilligers gevaren en beheerd door een stichting, met name voor de schoolgaande jeugd en fabrieksarbeiders (in de schoolvakanties werd er bijvoorbeeld niet gevaren). De vaartijden waren van maandag t/m vrijdag van 7:00 tot 10:00 uur en van 14:00 tot 17:00 uur. Ook werd de veerpont ingezet bij een calamiteit als de brug van Sluiskil defect is, op deze momenten worden de vaartijden verruimd waar nodig.
Op 1 april 1869 werd ten oosten van Sluiskil en ten oosten van het kanaal het station Sluiskil geopend. Op 7 oktober 1951 werd dit gesloten. Aan de zuidzijde van Sluiskil lag stopplaats Sluiskil brug. Sinds 1951 is er in Sluiskil geen reizigersverkeer meer per trein.
Sluiskil is via buslijn 6 van Connexxion verbonden met Terneuzen.
Toen het kanaal tussen 1960 en 1968 werd verbreed, moest een deel van het dorp worden gesloopt. De lage draaibrug uit 1869 werd in 1968 door een nieuwe brug vervangen voor weg- en spoorverkeer, de Brug Sas van Gent. Dit is de grootste draaibrug van Europa. De wachttijden voor die brug waren vaak erg lang. Daarom werd deze in 2015 aangevuld met de Sluiskiltunnel voor autoverkeer.
De brug wordt nog steeds intensief gebruikt door fietsers, lokaal verkeer, landbouwverkeer en goederentreinen.

## Bezienswaardigheden
- De Ark, protestantse kerk van 1964.
- Sint-Antonius van Paduakerk met bijbehorende kloostergebouwen
- Miljoenentreinmonument

## Sport
- De biljartclub Dallinga/Frans Bevers speelt in de Eredivisie Driebanden en werd in 2013 kampioen van Nederland en won de Nationale beker. Ook nam het team deel aan de Europa Cup.

## Geboren
- Lodewijk van den Berg (1932-2022), Amerikaans ruimtevaarder van Nederlandse afkomst
- Davy Dubbeldam (1971), wielrenner
- Angelique de Bruijne (1973), actrice

## Overleden
- Honoré Colsen (1885-1980), Zeeuws-Vlaams lokaal politicus en activist

## Nabijgelegen kernen
Sas van Gent, Axel, Terneuzen, Philippine, Hoek